# Magický kruh

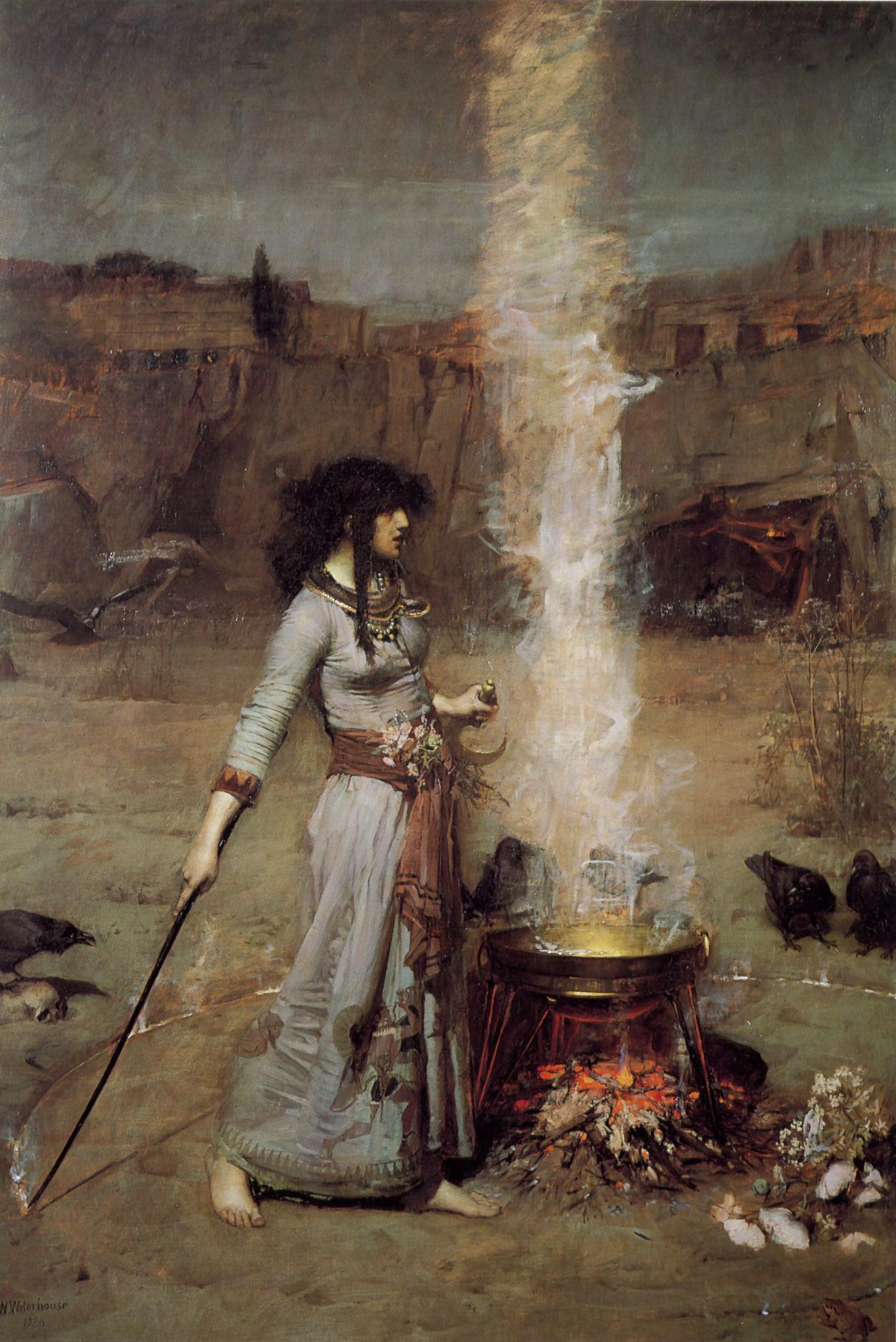
Magický kruh, John William Waterhouse (1886)

Magický kruh je v mnoha formách rituální magie vymezený prostor zajišťující především ochranu před evokovanými bytostmi. Kruh je vyznačován buď fyzicky, svěcenou křídou či uhlem, nebo vizualizován magickým mečem. Někdy není vytvářen kruh jednoduchý, ale několik soustředěných, také do něj mohou být vepsána jména andělů, géniů nebo různé magické symboly.
Pokud evokující není v kruhu sám, má v něm být údajně lichý počet osob, pokud to není možné lze je doplnit připoutanou kočkou nebo psem. Do kruhu se vstupuje rituálním způsobem a je poté uzavírán znamením křížem vytvořeným pomocí meče, na konci evokace je kruh obvykle očištěn vykuřováním a bytosti odvolány. Při velkých rituálech je kruh vepsán do čtverce a ten zase kosočtvercem, v jehož rozích jsou umístěny zdroje světla. Tvoří absolutní ochranu před evokovaným, proto se z něj bytosti snaží mága vylákat či ho hrozbami donutit ho opustit.
Magický kruh se užívá ve wicce, spíše však jako vymezení posvátného prostoru.